# روبرت غوردون (لاعب كريكت)
روبرت غوردون (22 أكتوبر 1889 في نيوزيلندا - 29 يناير 1914) (بالإنجليزية: Robert Gordon)‏ هو لاعب كريكت نيوزلندي.

## وصلات خارجية
- روبرت غوردون على موقع إي آس بي آن كريك إنفو (الإنجليزية)